# Коменешть (Сучава)
Коменешть, Коменешті (рум. Comănești) — село у повіті Сучава в Румунії. Адміністративний центр комуни Коменешть.
Село розташоване на відстані 359 км на північ від Бухареста, 20 км на захід від Сучави, 133 км на північний захід від Ясс.

## Населення
За даними перепису населення 2002 року у селі проживали 1256 осіб, з них 1255 осіб (99,9%) румунів. Рідною мовою 1255 осіб (99,9%) назвали румунську.